# HD 202206 b
HD 202206 b é um objeto subestelar que orbita a estrela HD 202206 localizado a cerca de 151 anos-luz de distância a partir da Terra, na constelação de Capricornus. A classificação deste objeto como um planeta extrassolar ou uma anã marrom está claro. com uma massa de pelo menos 17,4 vezes maior do que a massa de Júpiter, excede o limite (cerca de 13 massas de Júpiter) necessárias para um objeto sustentar fusão de deutério em seu núcleo. O critério de fusão de deutério é usado pelas equipes de trabalho sobre planetas extrassolares da União Astronômica Internacional para definir a fronteira entre os planetas gigantes e anãs marrons, portanto, nesta vista HD 202206 b é uma anã marrom. Por outro lado, simulações de formação de planeta por acreção de núcleo mostra que objetos de até 25-30 massas de Júpiter pode ser produzido desta forma, e, por conseguinte, o objeto pode, potencialmente, ser considerado como um planeta.